# هانس دراکنبرگ
هانس دراکنبرگ (انگلیسی: Hans Drakenberg; ۴ فوریهٔ ۱۹۰۱ – ۱ نوامبر ۱۹۸۲) ورزشکار شمشیربازی اهل سوئد بود.
وی در مسابقات کشوری و بین‌المللی در مجموع برندهٔ ۱ مدال طلا، ۳ مدال نقره، ۵ مدال برنز شده‌است.